# Малака (град)
Вижте пояснителната страница за други значения на Малака.
Малака е столица на едноименния щат Малака в Малайзия.
Има население от 483 679 жители (2010 г.) и площ от 304,29 кв. км. Основан е през 1396 г., а получава статут на град през 1989 г. Намира се от двете страни на река Малака в близост до пролива Малака в часова зона UTC+8.

## Побратимени градове
- Валпараисо (Чили)
- Куала Лумпур (Малайзия)
- Лисабон (Португалия)
- Нандзин (Китай)
- Хорн (Нидерландия)
- Янджоу (Китай)

1. ↑  it-ch.topographic-map.com